# アーサー・B・マクドナルド
アーサー・ブルース・マクドナルド（Arthur Bruce McDonald、1943年8月29日 - ）は、カナダの物理学者であり、サドバリー・ニュートリノ観測研究所 (Sudbury Neutrino Observatory Institute) の所長である。彼はオンタリオ州キングストンのクイーンズ大学で素粒子天体物理学の教授 (Gordon and Patricia Gray Chair) も務めている。彼は2015年にノーベル物理学賞を梶田隆章と共同受賞した。アート・マクドナルド (Art McDonald) とも呼ばれる。 

## 生い立ち
カナダ・ノバスコシア州シドニーに生まれる。1964年に物理学の学士号を、1965年に物理学の修士号を、それぞれ同州のダルハウジー大学で取得し、1969年にカリフォルニア工科大学で物理学の博士号を取得した。

## 研究歴
マクドナルドは1970年から1982年の間、オタワの北西にあるチョーク・リバー研究所に研究官として勤めた。1982年から1989年の間、プリンストン大学で物理学の教授となった。その後クイーンズ大学に移り、2015年現在は同大学の University Research Chair を務めている。

## 研究内容
ニュートリノが質量を持つか否かは素粒子物理学で長年研究されてきた問題だったが、質量を持つ可能性が1960年代後半から観測実験で示唆されるようになった。というのも、太陽はその理論モデル上、途方もない数のニュートリノを放出すると考えられたが、地球上にいくつかあるニュートリノ観測器は、その理論値より少ない数のニュートリノしか検出しないのが常だからである。ニュートリノは3種のタイプ（電子ニュートリノ、ミューニュートリノ、タウニュートリノ）で到達するが、太陽からのニュートリノの検出器は主に電子ニュートリノしか検出できないため、「検出できないニュートリノがあるのは、それが変化したか振動して、検出器が殆どあるいは全く検知できないからであろう」というのが長年の推測だった。そうしたニュートリノ振動が実際にあるならば、量子力学の理論上、ニュートリノには質量がなければならない。
2001年8月、サドバリー郊外地下2千メートルの深さにある鉱山に作られたサドベリー・ニュートリノ観測所 (SNO) で、マクドナルド率いる研究チームは、太陽からの電子ニュートリノが実際にミューニュートリノとタウニュートリノへと振動していることを示唆する直接的な観測データを記録した。SNO の報告は、2001年8月13日に『フィジカル・レビュー・レターズ』誌で掲載され、その重要性は広く認められるところとなった。マクドナルドと戸塚洋二は2007年にベンジャミン・フランクリン・メダルの物理学部門を「ニュートリノという既知の3タイプの素粒子が、充分な長距離を移動する中で相互に変化し、それらが質量を持つことを示した」という理由で受賞した。

## 受賞・栄誉
- 2003年 - ヘルツバーグメダル
- 2003年 - トム・W・ボナー原子核物理学賞
- 2004年 - ブルーノ・ポンテコルボ賞
- 2006年 - カナダ勲章（オフィサー）授与[7]
- 2007年 - ベンジャミン・フランクリン・メダル（戸塚洋二と共同受賞）
- 2007年 - トムソン・ロイター引用栄誉賞（戸塚洋二と共同受賞）
- 2009年 - 王立協会フェローに選出[8]
- 2011年 - カナダ王立協会のヘンリー・マーシャル・トーリー・メダルを「カナダに多大な名誉と知的貢献をもたらした」という理由で受賞[9]
- 2015年 - ノーベル物理学賞を「ニュートリノに質量があることを示す、ニュートリノ振動の発見」という理由で梶田隆章と共同受賞[10]
- 2016年 - 基礎物理学ブレイクスルー賞